# Xanthorhoe iolanthe
Xanthorhoe iolanthe là một loài bướm đêm trong họ Geometridae.